# Нидерландская политика по наркотикам
Нидерландская политика по наркотикам основана на двух принципах:
1. Употребление наркотиков относится к проблемам здравоохранения и не является преступлением.
2. Строго различаются «лёгкие» (производные конопли: марихуана, гашиш) и «тяжёлые» наркотики.
Политика по наркотикам регулируется опиумным законом, в состав которого входят два перечня препаратов. Первый содержит средства, относящиеся к тяжёлым, второй — к лёгким наркотикам. Любые операции (ввоз/вывоз, продажа, наличие) с препаратами из обоих списков запрещены законом.
Тем не менее, некоторые операции не преследуются, хотя и не являются легальными. Нормы криминального права рассматриваются, как носящие потенциальный характер: министерство юстиции может отказаться от преследования некоторых правонарушений, если это позволяет достичь более высоких общественных целей. В случае политики по наркотикам, такие цели — это здоровье населения (через разделение рынков лёгких и тяжёлых наркотиков) и общественный порядок.
Посредством контроля за продажей лёгких наркотиков и строгого преследования операций с тяжёлыми, два рынка существуют раздельно, что снижает вероятность встречи потребителей конопли с более опасными для здоровья тяжёлыми наркотиками.
Кофешопы должны придерживаться определенных критериев, например, продажа максимум пяти граммов хеша или марихуаны за транзакцию специально не преследуется.
Доступ в кофешоп требует, чтобы вы проживали в Нидерландах и были совершеннолетним; это подтверждается выпиской из Муниципальной базы данных личных данных (GBA) по месту жительства и действительным удостоверением личности. 
Хотя в целом в стране действует описанная выше политика терпимости (нидерл. gedoogbeleid) к лёгким наркотикам, местные власти вправе ограничивать её на локальном уровне, что часто происходит в пограничных областях в целях ограничения вывоза наркотиков за границу и наркотуризма.

## История
Первый вариант опиумного закона был принят в 1919 году. В 1928 году он был изменён, для приведения в соответствие с положениями международной опиумной конвенции 1925 года. Хотя употребление и наличие наркотиков является преступлением согласно опиумному закону, часто оно не преследуется правоохранительными органами с целью предотвращения возникновения организованного нелегального рынка наркотиков.
Изначально закон не предусматривал наказания за хранение и выращивание конопли, так как марихуана и гашиш не были широко известны в Нидерландах. Однако, в начале 1950-х годов потребление марихуаны выросло, и в 1953 году закон был изменён, запретив хранение и выращивание конопли, с максимальным сроком лишения свободы в четыре года. Новая редакция закона тут же вызывает критику: журналист Ян Врейман заявляет, что поправка «спорна», в статье в газете Het Parool в 1955 году фармацевт О. М. де Вал в 1961 году заявляет, что привыкание к марихуане не доказано, и в статье в De Groene Amsterdame призывает к отмене запрета. Статья вызывает реакцию международного сообщества, Интерпол и Всемирная организация здравоохранения выступают с утверждениями, что марихуана вызывает привыкание. Уже в том же году нидерландское министерство здравоохранения даёт заказ на исследование вопроса Й. Боэй. Результат исследования оказывается не в пользу потребителей гашиша, который «при регулярном употреблении вызывает различные изменения характера. Возрастает уставаемость, пропадает желание работать и терпение. Пропадает инициатива: единственное оставшееся желание человека — продолжать употреблять наркотические средства». Это приводит к решению нидерландских министерств здравоохранения и юстиции продолжить борьбу с коноплёй, и в 1961 Нидерландами подписана Единая конвенция ООН по наркотикам, включающая коноплю в список наркосодержащих растений, выращивание которых подлежит государственному контролю.
В середине шестидесятых лёгкие наркотики используются как орудие провокации полиции анархистским движением Прово (нидерл. Provo), а затем более многочисленной контркультурой хиппи. Масштабы употребления растут быстрее, чем контингент полиции по борьбе с наркотиками: если в 1966 году открыто 74 дела по нарушению опиумного закона, то в 1969 уже 544. Как из-за нехватки сил, так и из-за сомнений в уместности жёсткого преследования растёт и число расследований, не доведённых до суда (26 или 35 % в 1966, 1969 или 55 % в 1969 году). В 1969 году Министерство внутренних дел (nl:Openbaar Ministerie) издаёт официальную директиву, устанавливающую низкий приоритет преследованию употребления лёгких наркотиков (высокий приоритет отдаётся торговле лёгкими наркотиками и всем операциям с тяжёлыми).
В 1970 году в роттердамском парке Кралингсе Бос проходит музыкальный фестиваль, привлекающий 90 тысяч посетителей, среди которых полиция ожидает большое число потенциальных потребителей марихуаны. Тем не менее, принимается решение не преследовать употребление активно, хотя в парке находятся сотрудники полиции в штатском. Отсутствие серьёзных инцидентов при свободном наличии марихуаны на фестивале изменяет отношение к жёсткому преследованию нарушителей некоторых сотрудников роттердамской полиции. Кралингский фестиваль считается символической датой рождения современной политики непреследования употребления лёгких наркотиков.
В 1968 году организуется новая комиссия по исследованию различных аспектов конопли под эгидой Лаука Хюльсмана. Часть исследования проводится в США, где марихуана известна более давно и более распространена. Комиссия не находит убедительных доказательств тому, что «...конопляные продукты вреднее для здоровья, чем кофе или табак. И, даже если они были вредны, многие члены комиссии сомневались, по принципиальным мотивам, что государство вправе вмешиваться в выбор граждан, что им есть и пить». Комиссия использует пример сухого закона в 1920-е годы в США, в поддержку аргумента, что запрет лишь увеличивает привлекательность продукта и вызывает рост преступной деятельности. В 1971 году комиссия предоставляет конечный документ, в котором рекомендует вывести из сферы криминального права употребление и хранение небольшого количества продуктов из конопли и рассматривать продукцию и распространение продуктов из конопли как проступок, а не преступление. Кроме того, в будущем рекомендуется вывести из сферы криминального права употребление любых наркотиков.
Под влиянием рекомендаций комиссии Хюльсмана в 1972 году издаётся директива, официально закрепляющая разделение наркотиков на лёгкие и тяжёлые. Употребление и хранение лёгких наркотиков превращается директивой из преступления (нидерл. misdrijf) в проступок (нидерл. overtreding). Кабинет Йопа ден Ойла и, особенно, министр здравоохранения Ирене Ворринк выступают за полную легализацию лёгких наркотиков, однако, этот процесс затруднён международными соглашениями, мешающими Нидерландам изменить законодательство по наркотикам в одностороннем порядке.
1 апреля 2010 года Минфин подсчитал последствия легализации лёгких наркотиков. В «Широком переосмыслении 15. Безопасность и терроризм» (стр. 38) говорится:
О лёгких наркотиках уже давно идёт дискуссия: одни выступают за исключение их из уголовного законодательства (декриминализация), а другие — за расширение терпимости к выращиванию каннабиса для снабжения населения («с черного хода») кофешопов. Такие меры принесут облегчение полиции и судебной системе, где 160 миллионов евро теперь тратится на борьбу с преступностью, связанной с лёгкими наркотиками. Декриминализация сэкономит эту сумму, а также даёт возможность получить дополнительный доход за счет налогообложения (возможно, 260 миллионов евро).
- В ответ на это Фриц Болкештайн, Эльс Борст, Тео де Роос, Маргрит де Бур, Хеди д'Анкона, Раймонд Дюфур, Марио Лап и Гарри ван ден Хаак написали письмо в Handelsblad, чтобы перейти к легализации, частично чтобы снизить преступность. PvdA также проголосовала в Палате представителей за отказ от политики толерантности. В октябре 2010 года ещё один расчет показал, что легализация лёгких наркотиков может приносить до 850 миллионов в год. В ответ на это Фонд по наркополитике обратился с петицией в Палату представителей.

Закон об опиуме — это официальный закон, регулирующий наркополитику. 
Закон об опиуме запрещает производство, хранение и продажу тяжёлых наркотиков. Что не регулируется Законом об опиуме, так это употребление лёгких наркотиков. 
Муниципалитеты могут сами запретить использование, включив его в Общие местные правила. 
Таким образом, легализация использования может быть достигнута путем снятия запрета в Общих местных правилах. Таким образом, само использование больше не является уголовно наказуемым.
Однако политика толерантности не включена в Закон об опиуме, что вызывает некоторую путаницу. Политика толерантности, применяемая правительством, может быть найдена в Инструкции Закона об опиуме, которая представляет собой серию правил политики в отношении расследования и судебного преследования фактов, указанных в Законе об опиуме. 
26 февраля 2015 года Магда Берндсен внесла «Закон о регулировании входных и задних дверей кофешопов». 21 февраля 2017 года Палата представителей приняла закон. 
Каннабис, продаваемый в голландских кофешопах, всегда выращивался незаконно в результате криминализации выращивания каннабиса. 
Целью эксперимента было выяснить, можно ли законно снабжать кофешопы в Нидерландах каннабисом. Муниципалитеты, в которых есть кофешопы, получили возможность зарегистрироваться для участия в эксперименте. Производителям позволяют выращивать каннабис с разрешением на эксперимент. 
12 ноября 2019 года Сенат одобрил законопроект «Об экспериментальной закрытой сети кофешопов». Это важный шаг для проведения эксперимента по выращиванию каннабиса для рекреационного использования в закрытой сети кофеен, как это согласовано в коалиционном соглашении. 
В Нидерландах разрешение продажи марихуаны ограничено 593 (2014 г.) официальными кофешопами в 101 муниципалитете; однако расширение ассортимента выходит за рамки политики толерантности и почти всегда карается. 
Политика кофешопов различается в зависимости от муниципалитета. 
Муниципалитеты могут выбрать «нулевой вариант». 
Немногие муниципалитеты разрешают открытие новых кофешопов или увеличение их числа. 
Число муниципалитетов, допускающих наличие кофешопов, составляет 105,  
это — 24 % от общего числа муниципалитетов. 
Ещё в 4 муниципалитетах есть возможность для работы кофешопов. 
69 % всех муниципалитетов придерживаются нулевой политики: в пределах муниципальных образований не желательны никакие кафешопы. 
Из-за нехватки конкуренции существует олигополия, и во многих муниципалитетах она постепенно приводит к монополии для уже существующих владельцев кофешопов.